# ブラザー印刷
ブラザー印刷株式会社（ぶらざーいんさつ、英: BROTHER PRINTING COMPANY & ASSOCIATES）は、愛知県岡崎市に本社を置く印刷会社である。

## 概要
1951年（昭和26年）に「ブラザー孔版社」として創業し、美しく「伝わる」メディアを制作することに重きを置く印刷会社。なおブラザー工業とは全く関係はない。

## 沿革
- 1951年（昭和26年）2月1日 - 「ブラザー孔版社」として創業。
- 1954年（昭和29年）12月1日 - 株式会社ブラザー孔版社設立（資本金40万円）。初代代表取締役には岡田康孝が就任。
- 1955年（昭和30年）10月 - 名古屋営業所設置。
- 1962年（昭和37年）7月 - ブラザー印刷株式会社に社名変更。資本金を120万円に増資。
- 1965年（昭和40年）
  - 1月 - 写真植字機を導入。
  - 2月 - 資本金を240万円に増資。
- 1967年（昭和42年）5月 - 本社・工場を岡崎市明大寺町銭堤へ新築移転。
- 1969年（昭和44年）2月 - 資本金550万円に増資。
- 1981年（昭和56年）2月 - 本社・工場を岡崎市戸崎町字原山54番地3に新築移転。
- 1991年（平成3年）11月 - 岡田一秀が代表取締役に就任。
- 1995年（平成7年）1月 - 資本金を1,000万円に増資。
- 2000年（平成12年）4月 - 岡田吉生が代表取締役に就任。
- 2006年（平成18年）
  - 3月 - プライバシーマーク取得。
  - 6月 - 本社・工場を岡崎市柱町字福部池1-200に新築移転。
  - 10月 - 兄弟会社として株式会社bCDと株式会社SCEを設立。
- 2009年（平成21年）10月 - みんなの経済新聞ネットワークに加盟、翌年4月に「岡崎経済新聞」を創刊。
- 2015年（平成27年）
  - 1月 - 岡崎経済新聞を他社へ業務移管。
  - 8月 - 名古屋営業所を閉鎖。兄弟会社の株式会社bCDへの出向を停止。
  - 9月 - 事業縮小・社内改革により減収増益体質へ。
- 2018年（平成30年）- ものづくり補助金に採択、設備導入。
- 2019年（令和元年）9月 - 中原佳子が代表取締役に就任。

## 主な事業
- 印刷事業
- デジタル情報処理
- WEBサイト構築
- 企画
- デザイン
- 動画制作・編集

## 事業所
- 本社（愛知県岡崎市）